# Decini e destini
Decini e destini (Of Ducks And Dimes And Destinies) è una storia a fumetti della Disney scritta e disegnata da Don Rosa che, per i temi trattati è collegata alla Saga di Paperon de' Paperoni, realizzata sempre da Rosa nel 1991, ma pubblicata solo nel 1995, in quanto cronologicamente è un prologo alla saga vera e propria ed avrebbe anticipato il momento della prima moneta guadagnata da un giovanissimo Paperone lustrascarpe.

## Trama
Paperone è a mangiare da Paperino e, dopo la cena, Qui, Quo e Qua chiedono allo zione di raccontargli una storia e Paperone gli racconta di come ottenne la sua Numero Uno: a dieci anni, suo padre gli diede un set da lustrascarpe e uno scavafossi di nome Burt, divenne il suo primo cliente. Quando finì di lustrargli gli stivali, Paperone svenne e al suo risveglio si trovò in mano la sua paga: una monetina americana, inutile in Scozia. Questo lo spronò a diventare "più furbo dei furbi e più duro dei duri".
Amelia, avendo sentito tutto dalla sua sfera magica, ricorda di aver comprato una Tempocandela ad un mercatino, un artefatto che gli permetterà di viaggiare nel tempo per un'ora, se indicate le generalità. Segnando Glasgow sulla cartina, e mettendo un dieci vicino alla foto di Paperone, Amelia viene catapultata al decimo compleanno di Paperone. Cambiatosi d'abito, Amelia viene avvicinata da un ricco imprenditore americano in cerca di moglie, Howard Rockerduck. Il gentil riccone, invita Amelia sulla sua carrozza ed è quando l'uomo, in vena passionale, regala un mucchio di spiccioli a dei bambini che Amelia realizza come giunse la Numero Uno in Scozia, ritrovandola nelle mani di due bambine, Matilda e Ortensia de' Paperoni, le sorelle di Paperone, le quali portano la moneta al padre, Fergus. Amelia tenta di comprare la moneta da Fergus, ma non vedendolo desistere, lo acceca con una sua bomba fumogena e tenta la fuga, dopo averla rubata, ma Fergus la insegue e la riacciuffa.
Amelia, però, non molla e vede Fergus dare la moneta a Burt e indirizzarlo verso Paperone, quindi, quando Fergus si assenta, Amelia compera da Burt la moneta in cambio di due scellini (uno per Paperone e uno per il silenzio di Burt). In un attimo di felicità, Amelia fa anche cadere la moneta, ma il giovane Paperone (con sua enorme gioia per l'ironia) gliela restituisce. Avendo ancora del tempo prima dello scadere dell'ora, Amelia si apposta ad un vicino locale per vedere Paperone all'opera. Paperone pulisce le scarpe di Burt e sviene, ma sul punto di pagarlo, lo scavafossi nota un'offerta alla locanda e decide di spendersi gli scellini per una birra. Amelia, quindi, realizza di aver commesso un grave errore: se Paperone non guadagna la Numero Uno, non diventerà ricco, e anche se lo diventasse, la moneta non è entrata in suo possesso da ricco, quindi non ha più il suo effetto. Piangendo dall'ironia, Amelia molla la moneta in mano a Paperone, un attimo prima di tornare al presente e un attimo prima che Paperone si svegli.

## Storia editoriale
La storia è stata pubblicata su varie testate in tutto il mondo e in Italia per la prima volta su Zio Paperone n. 82 nel 1996 e poi ristampata varie volte.